# Phyllonorycter crataegella
Phyllonorycter crataegella là một loài bướm đêm thuộc họ Gracillariidae. Loài này được tìm thấy ở Canada (Nova Scotia, Québec, Ontario và New Brunswick), Hoa Kỳ (Kentucky, Massachusetts, Michigan, Missouri, New Hampshire, New Jersey, New York, Ohio, Pennsylvania, Virginia, West Virginia, Wisconsin, California, Maine, Vermont, Oregon, Arkansas, Connecticut và Illinois).
Sải cánh của Phyllonorycter crataegella dài 5,5–6 mm. Ấu trùng ăn các loài trong chi Amelanchier (bao gồm Amelanchier canadensis), các loài trong các chi Aronia, Crataegus (bao gồm Crataegus mollis), Cydonia (bao gồm Cydonia japonica và Cydonia oblonga), Malus (bao gồm Malus coronaria, Malus domestica, Malus malus, Malus pumila, Malus sieboldii và Malus sylvestris), Photinia, Prunus (bao gồm Prunus americana, Prunus avium, Prunus domestica, Prunus pennsylvanica, Prunus persica, Prunus serotina và Prunus virginiana), Pyrus (bao gồm cả Pyrus communis và Pyrus coronaria) và Sorbus (bao gồm cả Sorbus americana và Sorbus aucuparia). Chúng ăn lá của cây chủ. Mỏ có dạng mỏ hình tua ở mặt dưới của lá.